# YTN
YTN er den første 24-timers koreanske nyhedskanal, der sendes i hele Sydkorea. Det blev grundlagt den 14. september 1993 og begyndte at sende den 1. marts 1995.
YTN står oprindeligt for Yonhap Television News, da kanalen var datterselskab af Yonhap News Agency indtil dets adskillelse fra agenturet i 1998.
| Fjernsyn | Spire Denne artikel om en tv-kanal er en spire som bør udbygges. Du er velkommen til at hjælpe Wikipedia ved at udvide den. |